# Clemente Fernandez-Gil
Clemente Fernandez-Gil (* 1968 in Düsseldorf) ist ein deutscher Drehbuchautor.

## Leben
Fernandez-Gil studierte von 2004 bis 2007 an der Internationale Filmschule Köln, wo er mit einem Bachelor of Arts im Fachbereich Drehbuch abschloss. Er kooperierte bei seinen Projekten wiederholt mit den Regisseuren Hanno Olderdissen und Markus Sehr.

## Filmografie
- 2005: 2000 Quadratmeter Deutschland
- 2007: Robin
- 2011: Eine Insel namens Udo
- 2014: Die Einsamkeit des Killers vor dem Schuss
- 2017: Rock my Heart
- 2025: Ganzer halber Bruder